# Anastasios Lordos
Anastasios Lordos, gr. Αναστάσιος Λόρδος (ur. 17 grudnia 1949 w Famaguście, zm. 13 listopada 2020) – cypryjski strzelec, uczestnik Letnich Igrzysk Olimpijskich 1984.
Wystartował w trapie, którego ukończył na 47. miejscu z wynikiem 173 na 200 możliwych punktów.
Jego brat Dimitrios również był strzelcem sportowym, olimpijczykiem w 1992 w tej samej konkurencji. 